# Šťastné a ukradené
Šťastné a ukradené (v anglickém originále Bobby, It's Cold Outside) je 10. díl 31. řady (celkem 672.) amerického animovaného seriálu Simpsonovi. Scénář napsali Jeff Westbrook a John Frink a díl režíroval Steven Dean Moore. V USA měl premiéru dne 15. prosince 2019 na stanici Fox Broadcasting Company a v Česku byl poprvé vysílán 8. září 2020 na stanici Prima Cool.

## Děj
Pět týdnů před Vánocemi si Lenny na internetu objedná své vánoční dárky. O pár dní později zásilku UPS doručí, ale někdo ji za okamžik ukradne.
Leváka Boba, který pracuje jako strážce majáku, navštíví sousedka Cassandra Pattersonová. Prozradí mu, že se o něm zmínila ve městě. Poté přijedou dva muži, kteří mu nabídnou roli Santy Clause v zábavním parku Santova víska ve Springfieldu. Čím dál více lidí je okrádáno o své zásilky.
Simpsonovi navštíví Santovu vísku. Bart jde za Santou a přeběhne dlouhou frontu vstupem pro herce. Bart se poté dozví, že Santa je ve skutečnosti Levák Bob. Bob se ho snaží uškrtit, posléze si však uvědomí, že nemůže, neboť je v roli Santy Clause.
Lenny se pokusí nachytat zloděje balíčků střelným prachem, ale nepovede se mu to. Na dotaz Carla, kdo krade balíčky krví, napíše „SB“. Jakmile je zpráva v televizi ohlášena, Homer zavolá na policii s informací, že iniciály SB patří Selmě Bouvierové. Selma je zatčena a na svobodu jsou propuštění Scott Bakula, Steve Ballmer a Sandra Bullocková.
Bart podezřívá Santu Boba. Bob avšak souhlasí, že pomůže Simpsonovým najít viníka tím, že se skryje do krabice, kterou dá Homer na verandu.
Zloděj přijde, balík ukradne a rodina sleduje dodávku až do hangáru a zjistí, že viníky jsou Waylon Smithers a pan Burns. Líza si myslí, že to pan Burns udělal kvůli depresi. Ten pak vypráví příběh o tom, že jako dítě zažil velké zklamání, když požádal Santu jen o objetí a úsměv od svých rodičů a on se objetí ani úsměvu nikdy nedočkal. Rodiče jej místo toho poslali do internátu. Bob převlečený za Santu přesvědčí Burnse, že jeho tvrdá výchova mu přinesla úspěch, který nyní prožívá. Burns a Smithers pak vrátí Springfielďanům dárky.
Na První svátek vánoční se Homer a Marge chtějí přitulit, nečekaně však vstanou děti a jdou rozbalovat dárky. Aby si rodiče užili nějaký čas spolu, sejdou se ve sklepě.
Na Bobův maják zaklepe Cassandra a dá Bobovi vánoční dárek, hrábě. Sdělí mu, že ví, kdo je a co provedl. Cassandra chce, aby ji Bob políbil, a zazpívají si společně vlastní verzi písně „Baby, It's Cold Outside“. Poté podepíšou „šmajchlovací smlouvu“. Kapitán Horatio McCallister narazí do skály, protože světlo majáku nesvítilo.
Na letišti ve Springfieldu se Steve Ballmer setkává s panem Burnsem. Burns se ho ptá, jak by mohl být ke všemu tak pozitivní a jestli by ho mohl naučit, jak to dělá. Ballmer pak dá Burnsovi dobrou řeč. Když se Burns pokusí napodobit jeho radostné pohyby, zraní se a musí být odvezen sanitkou a Steve jede s ním.

## Kritika
Dennis Perkins, kritik The A.V. Clubu, uvedl, že se jedná o pokračování nekonečné a krvežíznivé ságy Leváka Boba, která trvá již 29 let,  díl ohodnotil známkou C.
Tony Sokol, kritik Den of Geek, napsal: „Jelikož se jedná o sváteční epizodu, všechny postavy v komunitě se aspoň na krátkou dobu objeví, od Rainiera Luftwaffeho Wolfcastla až po Šášu Krustyho. Dokonce i Líza Simpsonová dnes večer dostane téměř druhou linku příběhu. Ano, ona i Krusty jsou smeteni jako girlanda ze stromu, když jsou zjevně blízko k hlavním postavám. Alespoň Marge má malé projekty, do kterých se mohla pustit,“ a ohodnotil díl 3,5 hvězdičkami z 5.